# Hahót nembeli Lendvai Miklós

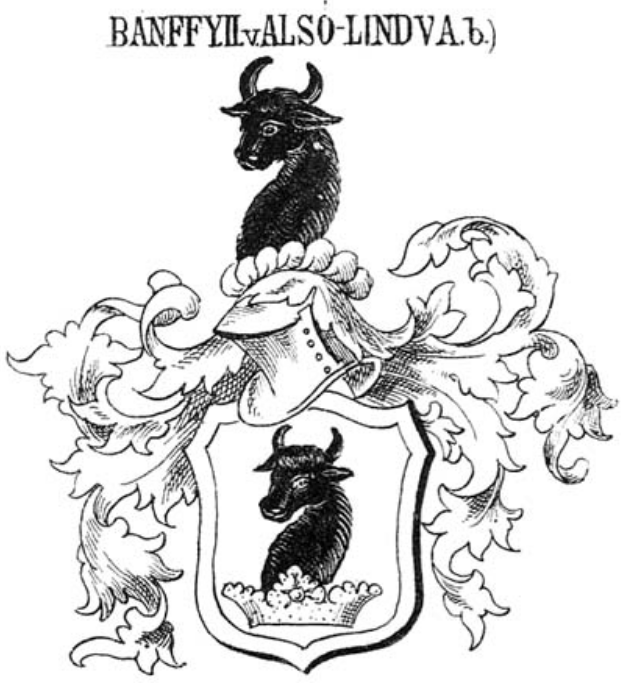
Az alsólendvai Bánffy család címere

Hahót nembeli Lendvai Miklós vagy Hahót nembeli VII. Miklós, vagy Alsólendvai Miklós 1343 és 1346 között, majd 1353 és 1356 között horvát-dalmát bán. Az alsólendvai Bánffy család alapítója, nagybirtokos, több vármegye főispánja, a Lendvai vár ura. Lendvai Miklós Károly Róbert uralkodása alatt állt a király hűségére, mely a család fényes karrierjének a kezdetét jelentette. 1343-ban lett szlavón bán, utódai pedig ezt tisztségét (bán-fi) őrizték meg nevükben. A néhány évvel később már alsólendvai Bánffy néven ismert család még közel 300 évig volt egyik meghatározója Zala megye történetének.

## Családja
Az ősrégi Zala vármegyei Hahót nemzetség leszármazottja, az alsólendvai Bánffy család alapítója. Apja a Hahót nembeli István (fl. 1272–1296), varasdi ispán, nagybirtokos, anyja a Péc nemzetségbeli Péc Dénesnek, Magyarország nádorának lánya volt. Apai nagyapja Hahót nembeli III. Hahót volt. Felesége neve ismeretlen; több gyermeke született, akik már a „Bánffy” vezetéknevet vették fel:
- Bánffy László (fl. 1356–1381), földbirtokos.
- Bánffy Ferenc (fl. 1335–1365), földbirtokos.
- Bánffy István (fl. 1335–1385), földbirtokos, szlavón bán, varasdi ispán,
- Bánffy Miklós (fl. 1356–1389), földbirtokos,
- Bánffy János (fl. 1339–1394), szlavón bán, macsói bán, varasdi ispán. Felesége: felsőlendvai Széchy Miklós lánya. Dédunokájuk: Alsólendvai Bánffy István (fl. 1411–†1448), hadvezér, nagybirtokos.
- Bánffy (lány), 1371-ben a Héder nembeli Rohonczi (Kőszegi) Henrik neje volt.

Fiai közül csak Jánosnak voltak gyermekei, így a következő Bánffyak mind az ő leszármazottai voltak. Rokoni kapcsolatairól megemlítendő, hogy 1327. március 12-én Drugeth Fülöp nádor, 1342. augusztus 26-án pedig a Piaszt házból való Mesko veszprémi püspök és királyi kancellár nevezi komájának (compater).

## Élete

### Birtokszerzések
Mivel I. Károly királyi oklevele alapján részt vett az oligarchák elleni országegyesítő háborúban, B. Halász Éva történész születését 1290-es évek első felére teszi. Katonaként Miklós hűséges támogatója volt az ifjú királynak, hiszen az elveszett családi birtokok és várak visszaszerzését csak az erős királyi hatalom Károly általi sikeres visszaállításától remélhette. Egy 1319-es királyi oklevél szerint Miklós részt vett a Száván túl Milutin István szerb király ellen indított királyi hadjáratban, amikor I. Károly visszavette az uralmat Nándorfehérvár felett és elfoglalta a macsói várat, ezzel helyreállítva a Macsói Bánságot. Lendvai Miklós neve 1323 bukkan fel ismét a oklevélben, mivel Kőszegi János apjának Lendvai Istvánnak lendvai birtokait elvette és az összes lendvai családi okiratait megsemmisítette, ezért Miklós Károly királytól összes birtokainak újabb megerősitését kérte, amit a király szolgálatában tanúsított érdemeiért meg is kapott. A királyi oklevél felsorolja ezeket a lendvai várhoz tartozó a birtokokat is: Dobornok, Szentmiklós, Tótfalu, Damazsa, Szentmihály, Gudinire (a Kerka mentén), Szentistván, Szentmargit, Szentmihály, Sók, Szentgyörgy, Pakaszeg, „Negbte”, Tunhely, Ivánc, Barkóc, Petróc, Lippa, Balázsfalva, Kelénk, Cseszneg, Babuca, Bark, Páka, Lambruth, Aranyad, Acsa, Bunnya, Bagota, Pisfölek, Völgyifölde, Becsfalva és Gumilica. Még ugyanebben az évben királynéi udvarispánnak nevezték ki. Ebebn a tisztségében felügyelte a korábbi évtizedekben a tartományurak által önkényesen bitorolt királynéi birtokok visszaszerzését és jogi rendezését.
Miklós első okleveles említései között már 1324-től 1346-ig Zala vármegye ispánjaként szerepelt, mely méltóságot, 1349 és 1351 között is betöltötte. A Kőszegiek uralmának összeomlása és a közigazgatás helyreállítása után ispánként fő feladata a királyi hatalomnak a nyugati határon való képviselete, a stabilitás és a katonai konszolidáció biztosítása volt. 1324. december 26-án királyi adományként megkapta még zala megyei Csömödér, Hernyék és Várföld nevű birtokokat is, majd a következő években egymás után kerülnek birtokába további, főként zala megyei birtokok. 1325-ben Pula, 1330-ban Blazsolc, Rakatya, Ivánc és Sárd, 1334-ben Csesztreg, Szenterzsébet és Hétkutas, 1335-ben Szombatföld, 1336-ban Elő-Bázó, 1342-ben Csödeföld, Kebelmellék, Baracaháza és Ladaföld, 1343-ban Lajos király neki adományozza Németi várát a hozzátartozó Kápolna, Szilvágy, Németi, Máhomfa, Szentlőrinc és Mumor falvakkal. 1349-ben megszerzi a zala megyei Ledegért, 1349-ben Jakusföldét, 1351-ben Iváhont, a horvátországi Magyarszenteföldet, királyi adományként pedig Kutasszentpétert és Márkföldét.

### Tisztségei
Élete során több országos tisztséget is betöltött. 1330-ban annak a király által kinevezett bíróságnak a tagja volt, amely ítélkezett a királyi család ellen merényletet elkövető Zách Felicián családtagjai felett. Később is felkérték döntőbíráskodásra több különböző perben is.  1333 és 1343 között királynéi lovászmester volt, 1343 és 1346 között szlavón bán volt, majd ismét 1353 és 1356 között viselte ezt a tisztséget. Közben 1345 és 1346 között, majd 1353 és 1356 között horvát-dalmát bán is volt. 1323-ban kapta meg Lendva várát, (ezt a várat eredetileg apja, Hahót nembeli Istvántól foglalta el Kőszegi Miklós) is, 1343-ban pedig Lajos királytól Nemptit (Lenti) kapta meg, így utódai a két összefüggő uradalom birtokában az ország egyik legjelentősebb főúri családjává váltak. 1357-től 1359-ig királynéi tárnokmester, és segesdi ispán volt.
I. Károly és I. Lajos király idejében hadvezérként tevékeny részt vállalt a hatalom megszilárdításában. 1328-ban, amíg a Lackfi István vezette magyar fősereg János cseh királlyal szövetségben Ausztriát támadta, Lendvai Miklós egy kisebb sereget vezetett Stájerországba, a korábban a Muraközt megszálló Walseei Henrik ellen, ahol ostrom alá vett és elfoglalt két várat, de az egész régió csak 1337-ben tért vissza a magyar fennhatóság alá.

### Első bánsága
Több hadjáratot vezetett a Nelipić, a Kurjaković és a Babonić családok lázadói ellen. Bár Šubić II. Mladen uralma 1322-ben összeomlott, legerősebb riválisa, Nelipić Iván azonban kiterjesztette uralmát Dél-Horvátország felett. Károly utasította Felsőlendvai Miklós bánt és II. Kotromanić Istvánt, hogy indítsanak közös offenzívát Nelipić ellen, de hadjáratuk végül kudarcot vallott. Évekkel később Felsőlendvai utóda, Ákos Mikcs betört Horvátországba, hogy engedelmességre hajtsa a Subić Mladen egykori várait a király jóváhagyása nélkül elfoglaló helyi urakat, de Nelipić Iván 1326-ban a bán csapatait is szétverte. Ennek következtében a királyi hatalom Horvátországban, Károly uralkodása alatt csak névlegesen maradt fenn, míg Szlavónia beépült a királyságba. Nelipić a Gvozd-hegységen túli szinte egész Horvátországot de facto uralta egészen 1344-ben bekövetkezett haláláig.  Ezt követően 1344 őszén Lajos megparancsolta Miklósnak, hogy indítson hadjáratot Horvátországba (Miklós katonai megbízatása miatt augusztustól novemberig nem adott ki oklevelet). Serege akadálytalanul vonult a Knin váráig, amelyet kiskorú fiuk és II. János örököse nevében Nelipić özvegye, Vladislava védett. Miklós nem kísérelte meg a vár ostromát, hanem a környező területeket és falvakat rabolta ki. Félve egy elhúzódó ostrom lehetőségétől, Vladislava békét kért, és hűséget esküdött Lajosnak. A horvát feudális anarchiát évtizedeken át kihasználó, Spalato és Nin uralmát megszerző Velencei Köztársaság, amely az 1320-as évektől megszerezte a Zrmanja folyótól a Cetina torkolatáig a part nagy részét, diplomáciai eszközökkel próbálta megakadályozni a magyar terjeszkedést. A velenceiek rávették az özvegyet, hogy ne adja át Knint Miklós seregének, miközben a horvát urak és a dalmát tengerparti városok között magyarellenes koalíció létrehozását tűzték ki célul.  Ennek eredményeként Lajos 1345 júliusában személyesen vonult Bihácson át Horvátországba, és katonai akció nélkül kényszerítette Vladislavát és fiát, hogy megadják magukat. Grgur Kurjaković, Korbávia grófja és más horvát nemesek is hűséget fogadtak neki zágrábi tartózkodása alatt. Lendvai Miklós királya nevében tárgyalt Vladislavával a megadás feltételeiről, amikor az négy vár átadásában vállalta. Így Lajos visszaállította a királyi hatalmat Horvátországban, és 1345 végére megbékítette az országot. Miklós 1345-től a szlavón báni mellé felvette a horvát-dalmát báni tisztséget is, ezzel visszaállt a horvát bán korábbi rangja, melyet a Šubićok önkényesen használtak.
Ezt követően Zára polgárai fellázadtak a Velencei Köztársaság ellen, és elfogadták Lajos uralmát. A város Zágrábba is elküldte küldöttségét, de elkésett, mert Lajos időközben visszatért Visegrádra. Velence elhatározta, hogy megvédi dalmáciai érdekeit, ennek éredkében támogatást, illetve semlegességi nyilatkozatokat kért és kapott más dalmáciai városoktól (Nin, Raguza, Trau, Arrabo). Csapatokat gyűjtött, és 1345. augusztus 12-én váratlanul ostromolni kezdte a Zára városát és a környező várakat. A beszámolók szerint Hahót Miklós személyesen közvetített Lajos és Zára között, és aktív lázadásra buzdította a polgárokat. Lajos elküldte Kotromanić Istvánt, hogy segítse Zára polgárait, de serege nem harcolt a velenceiek ellen. Egy névtelen minorita szerzetes által írt krónika szerint Velence megvesztegette a magyar parancsnokokat, Kotromanićot és Lendvai Miklóst, hogy ne avatkozzanak bele a csatába. Lajos testvérét, Andrást, Calabria hercegét 1345. szeptember 18-án Aversában meggyilkolták, ami marginalizálva a dalmát hadjáratot a nápolyi trónviszály elsőbbségét idézte elő. Lajos 1346 áprilisában Dalmáciába vonult, hogy felmentse Zárát, de a fent említett krónika szerint a velenceiek ismét megvesztegették parancsnokait, Kotromanićot, Lackfit és Lendvait. Amikor július 1-jén a polgárok kitörtek és megtámadták az ostromlókat, a királyi seregnek nem sikerült beavatkoznia, és a velenceiek legyőzték a védőket a város falain kívül. Egy korabeli feljegyzés szerint Miklós Lajos király szeme láttára sebesült meg Zára előtt a velenceiek által ostromolt egyik erődnél. Bár a király Miklóst bízta meg a város élelmiszerellátásának megszervezésével, a bán késve és lassan teljesítette a feladatot. Ennek eredményeként a polgárok árulónak tekintették. Lajos katonai támogatásának hiányában Zára 1346. december 21-én megadta magát a velenceieknek.
Lajos néhány nappal a júliusi kudarc után elbocsátotta Szlavónia és Horvátország báni posztjáról, és helyére Szécsi Miklóst, a 14. század második felének egyik legbefolyásosabb báróját tette meg. Ez a tény megerősítheti a minorita szerzetesnek a vesztegetéssel kapcsolatos információit. Míg Kristó Gyula, Engel Pál és Pór Antal történészek elfogadták a szerzetes elméletét, B. Halász azzal érvelt, hogy Miklós nem veszítette el politikai befolyását, hiszen 1347-ben többször szerepelt „ad litem” bíróként Budán, és Lajostól is kapott földadományokat. Abban az időben. Lajos számára a Nápolyi Királyság fontosabb színtérré vált, mint Dalmácia és Zára, ahol a több évtizedes katonai gyakorlattal rendelkező Hahót Miklós sokkal nagyobb szolgálatot tehetett volna a királynak – hangsúlyozta B. Halász. 

### Második bánsága
A névtelen minorita szerzetes elmesélte művében, hogy Miklós azon bárók közé tartozott, akik elkísérték Anjou Károly herceg posztumusz fiát, a csecsemő Martel Károlyt, akit 1348 februárjában Nápolyból Visegrádra szállítottak át. Lajos unokaöccsét ismerte el Nápoly törvényes uralkodójának, és kiskorúsága idejére régenst állított. Miklóst nevezte ki a kis herceg nevelőjévé, de a kis Martel Károly alig három hónappal érkezése után, 1348. május 10-én meghalt. Miklóst 1349 augusztusa táján másodszor is zalai ispánná nevezték ki. Ezt a pozíciót 1351 decemberéig töltötte be.
Lajos 1351-ben legfiatalabb testvérét, Istvánt tette meg Horvátország és Dalmácia hercegévé, majd 1353-ban rábízta Szlavónia kormányzását is. István politikai szerepe ennek ellenére meglehetősen jelentéktelen volt, annak ellenére, hogy unokaöccsének, Martel Károlynak az örököse volt. Lajos 1353 áprilisában a hivatalában elhunyt Lackfi István helyére visszahelyezte Miklóst Horvátország, Dalmácia és Szlavónia báni méltóságába, hogy István herceg nevében igazgassa a tartományt. 1354 nyarán István herceg és Miklós bán is részt vett Lajos hadjáratában Szerbia ellen, melynek eredményeként Dusán István kivonult a Száva menti régióból. István herceg egy járványban halt meg a hajárat során 1354. augusztus 9-én. Az újszülött Jánost apja halála után Szlavónia hercegévé iktatták be, míg a névleges régens anyja, Margit lett, de a valóságban Miklós kormányozta a tartományt. Margit és fia 1355 közepéig még Budán lakott.
Lajos a Šubić nemzetségen belüli viszályt kihasználva elhatározta, hogy megszerzi a megmaradt dalmát városokat. Šubić III. Mladen 1348-as halála után Klisszát és Scardonát fiuk, IV. Mladen nevében özvegye Jelena irányította, de nem tudta megvédeni a városokat a sok követelőtől, így bátyjától, Dusán Istvántól kért segítséget, aki Palman lovag és Đuraš Ilijić lovag vezetésével sereget küldött Klissza, illetve Scardona védelmére. Lajos 1355-ben Miklóst bízta meg a várak elleni hadjárat indításával. A szerbek nem tudták elviselni a magyar hadsereg nyomását és Miklós ostrom alá véve elfoglalta Klisszát és Omišt. Ezt követően Dusán István 1355 decemberében bekövetkezett halála után Szerbia bomlásnak indult. 1356 tavaszán új háború tört ki a Magyar Királyság és a Velencei Köztársaság között Dalmácia miatt, és a királyi udvar úgy döntött, hogy megszünteti a Szlavóniai hercegség autonómiáját, így Margitot megfosztották a névleges régensségtől. A néhány héttel ezelőtti katonai siker ellenére Miklóst is elbocsátották méltóságából, tisztségében Paksi Leustach váltotta. Az ő bánsága idején jelent meg először a báni pénzeken a bán elnevezés („MONETA NICOLAI BANI”). A következő évben I. Lajos második feleségének, Kotromanić Erzsébet udvarának tárnokmesterévé nevezték ki. Emellett a Somogy megyei Segesd királynéi uradalmának ispánjaként is működött. Hahót Miklós 1359-ben halt meg,  utódai, a Bánffy nemesi család tagjai János fiától származtak.

## Fordítás
Ez a szócikk részben vagy egészben  a   Nicholas VII Hahót című angol Wikipédia-szócikk ezen változatának fordításán alapul.  Az eredeti cikk szerkesztőit annak laptörténete sorolja fel. Ez a jelzés csupán a megfogalmazás eredetét és a szerzői jogokat jelzi, nem szolgál a cikkben szereplő információk forrásmegjelöléseként.